# 챔퍼

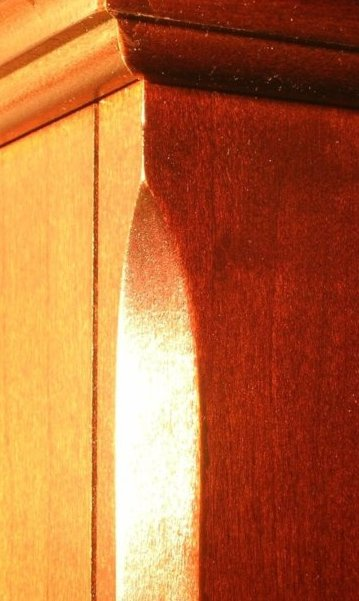
위로

챔퍼(Chamfer)는 물체의 두 면 사이의 전환 모서리다. 베벨의 한 형태로 정의되며, 종종 두 개의 인접한 직각면 사이에 45° 각도로 만들어진다.
챔퍼는 기계가공, 대목장, 가구, 콘크리트 거푸집, 거울 및 다양한 기계공학 설계의 조립을 용이하게 하는 데 자주 사용된다.

## 용어
재료 및 제조 분야에서 챔퍼는 안전을 위해 그리고 모서리가 손상되는 것을 방지하기 위해 날카로운 모서리를 "완화"하는 데 사용되며, 주로 장식적인 특징일 수도 있다. 일반적으로 베벨의 일종으로 간주될 수 있으며, 이 용어는 종종 서로 바꿔 사용할 수 있다. 그러나 기계가공에서는 특정 기술, 관행 및 결과에 대해서만 챔퍼라는 용어가 사용된다.
대목장에서 종다리의 혀(lark's tongue)는 조각의 끝에서 짧게 끝나며 점진적인 바깥 곡선으로 나머지 모서리는 직각으로 남겨두는 챔퍼다. 챔퍼는 물체나 방의 내부 또는 외부 인접면에 형성될 수 있다.
또는 필릿(/ˈfɪlɪt/, "fill it"처럼 발음)은 내부 모서리를 둥글게 처리하는 것이고, 라운드(또는 반지름)는 외부 모서리를 둥글게 처리하는 것이다. 넓은 반지름은 황소 코라고 한다.

## 대목장 및 가구
챔퍼는 안전 및 장식 효과를 위해 테이블 상판과 같은 카운터 및 가구에 추가되는 대목장에서 널리 사용된다. 챔퍼 밀, 챔퍼 대패, 챔퍼 비트와 같은 특수 도구는 형삭반 및 라우터에서 모서리를 완화하는 데 사용되기도 한다.

## 건축

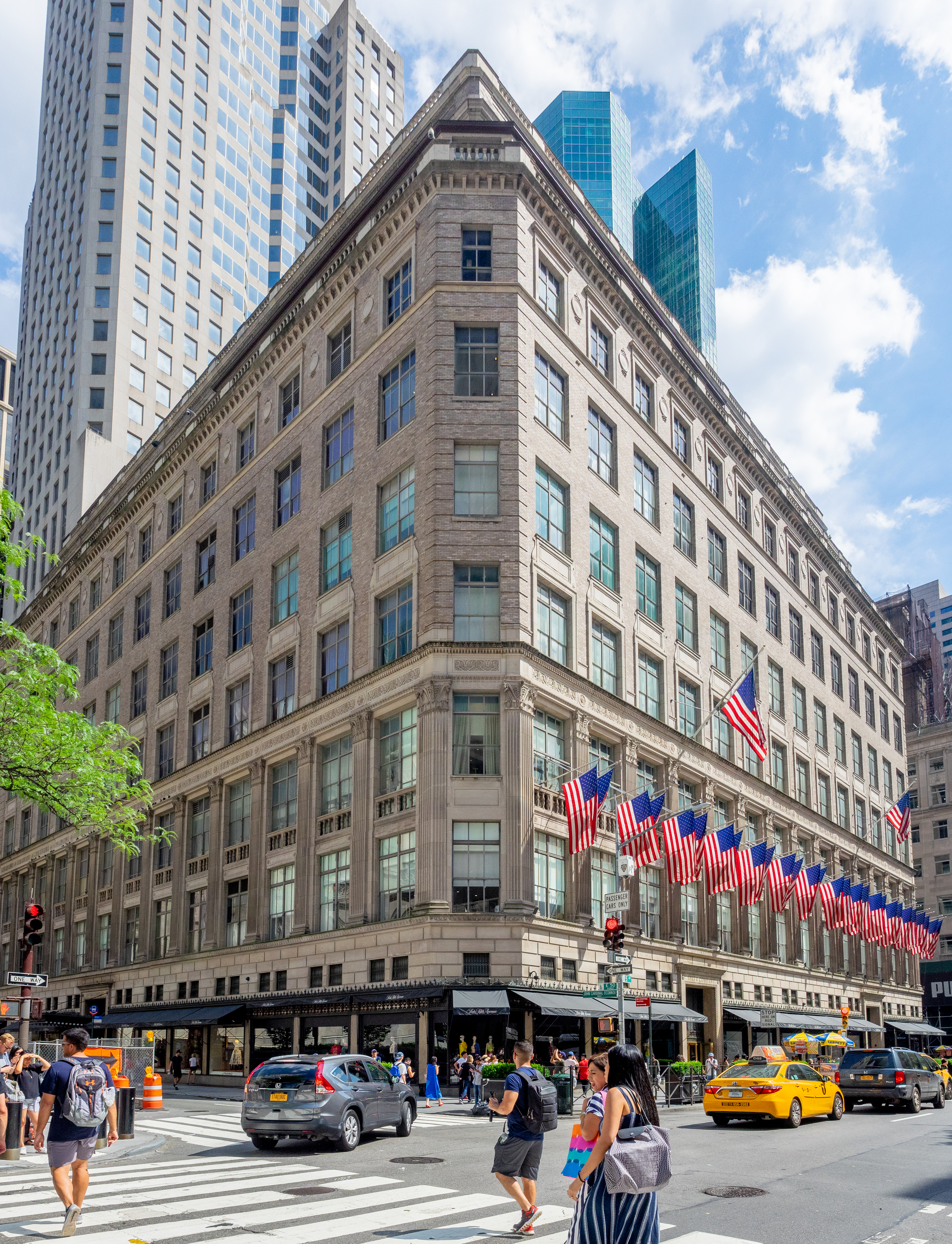
뉴욕시의 색스 피프스 애비뉴 외관의 챔퍼

챔퍼는 기능적 및 미적 이유로 건축에서 흔히 사용된다. 예를 들어, 타지마할의 기단은 챔퍼된 모서리를 가진 정육면체이므로 팔각형 건축 발자국을 생성한다. 그 큰 문은 챔퍼된 기단석과 발코니 또는 동등한 코니스를 위한 챔퍼된 코벨로 형성되어 있다.

## 도시 계획
스페인의 바르셀로나, 발렌시아 및 기타 여러 도시, 타이중시, 그리고 푸에르토리코 폰세의 길거리 모퉁이(갓돌)에 많은 가곽이 챔퍼되어 있다. 챔퍼링은 19세기 중반 바르셀로나의 에이삼플레 또는 확장 지구에서 도시 공간의 장식 및 현대화로 설계되었으며, 여기서는 건물이 보도와 거리의 챔퍼링을 따르고 있다. 이 선구적인 디자인은 더 넓은 시야를 확보하고 쾌적한 보행자 공간을 제공하며 회전 시 가시성을 높여준다. 또한 운전자가 코너가 정사각형 90도일 때보다 회전 시 속도를 덜 줄여도 되기 때문에 회전이 다소 편안해진다고도 생각할 수 있지만, 바르셀로나에서는 대부분의 챔퍼된 모서리가 주차 공간 또는 상하차 구역으로 사용되어 교통은 일반적인 90도 거리 코너처럼 흐르게 된다.

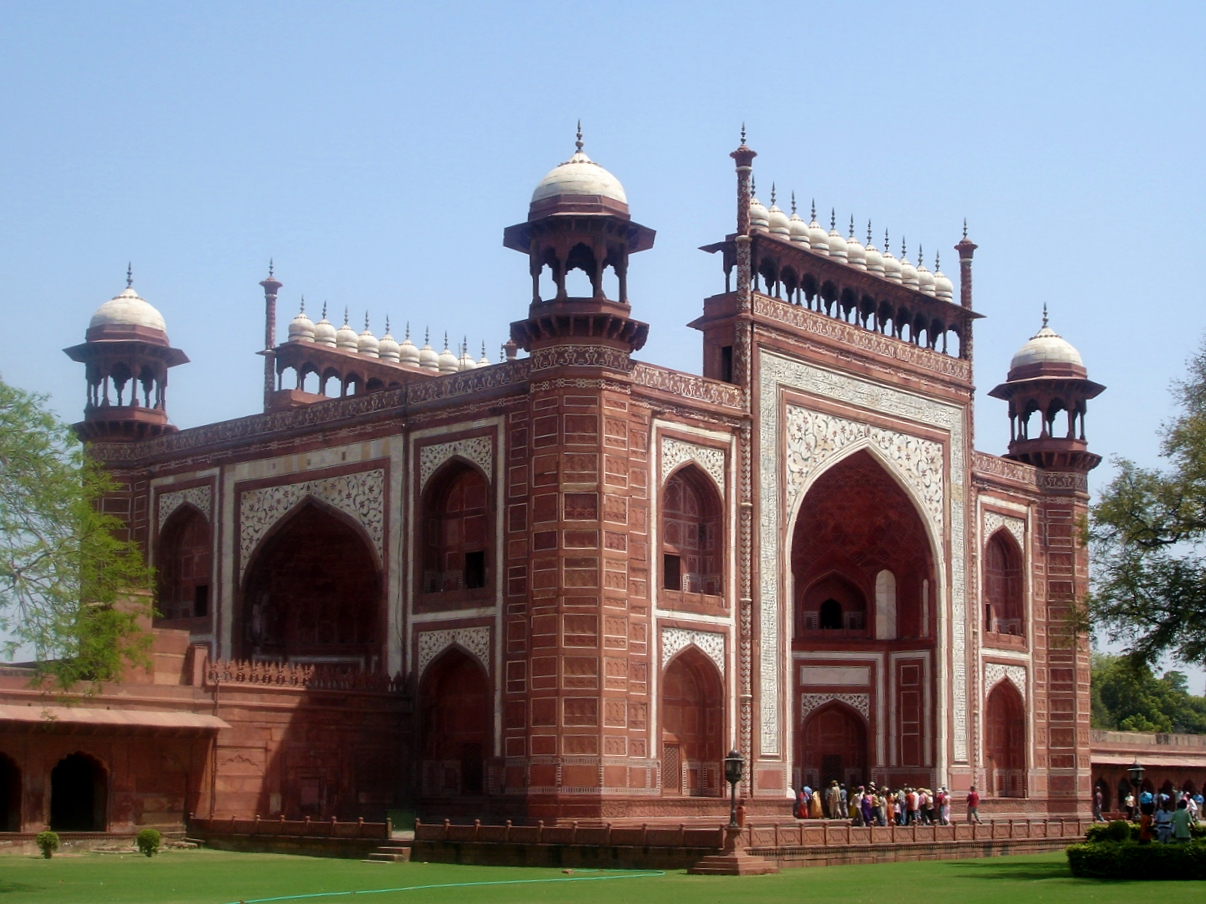
타지마할의 큰 문(다르와자-이 라우자) 입구. 챔퍼된 탑 모서리가 있다.
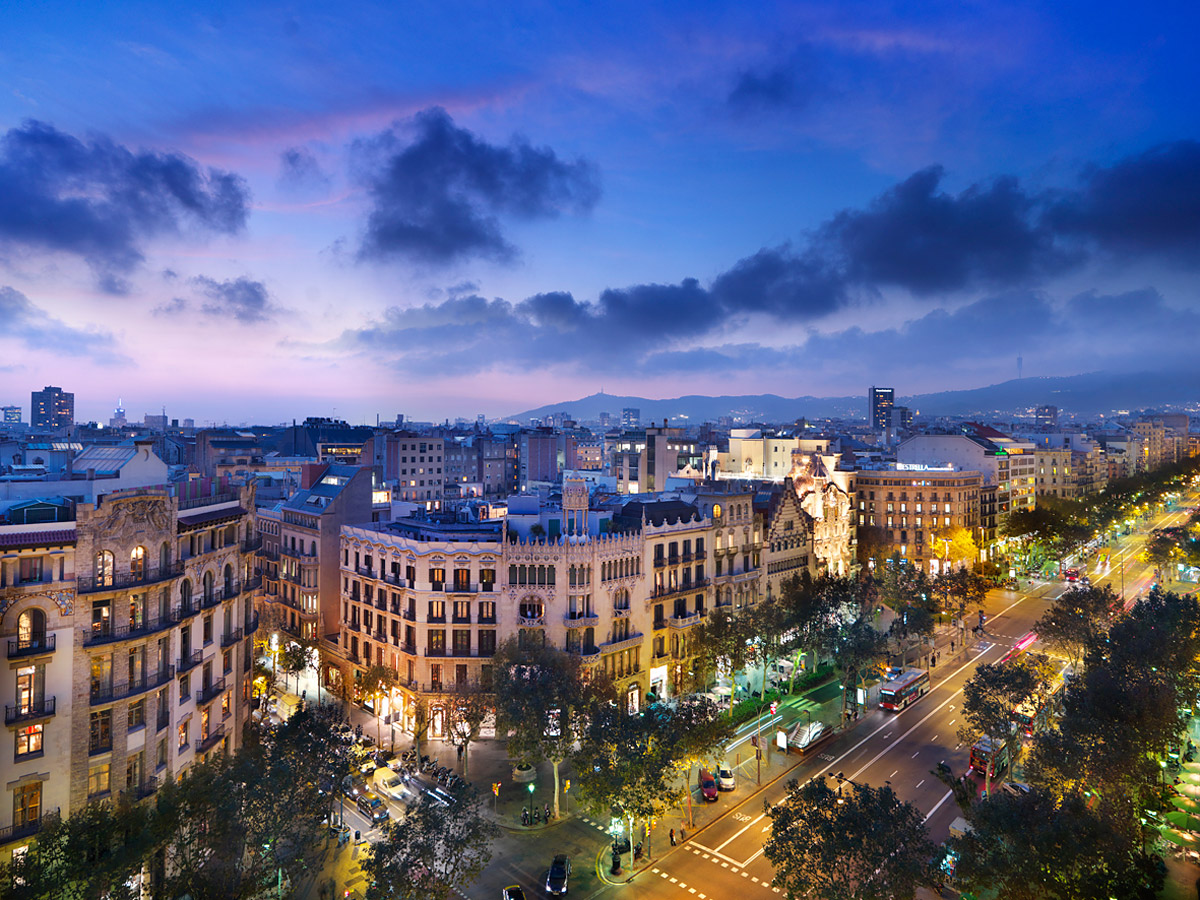
바르셀로나의 그라시아 거리에 있는 챔퍼된 건물과 길거리 코너. 여기서는 건물이 챔퍼되어 있지만 보도/거리는 일반적인 90도 레이아웃을 취하여 상하차 구역이나 주차 공간이 없다.
바르셀로나 에이삼플레의 원래 가곽 디자인. 건물과 거리의 챔퍼된 모서리를 보여준다.
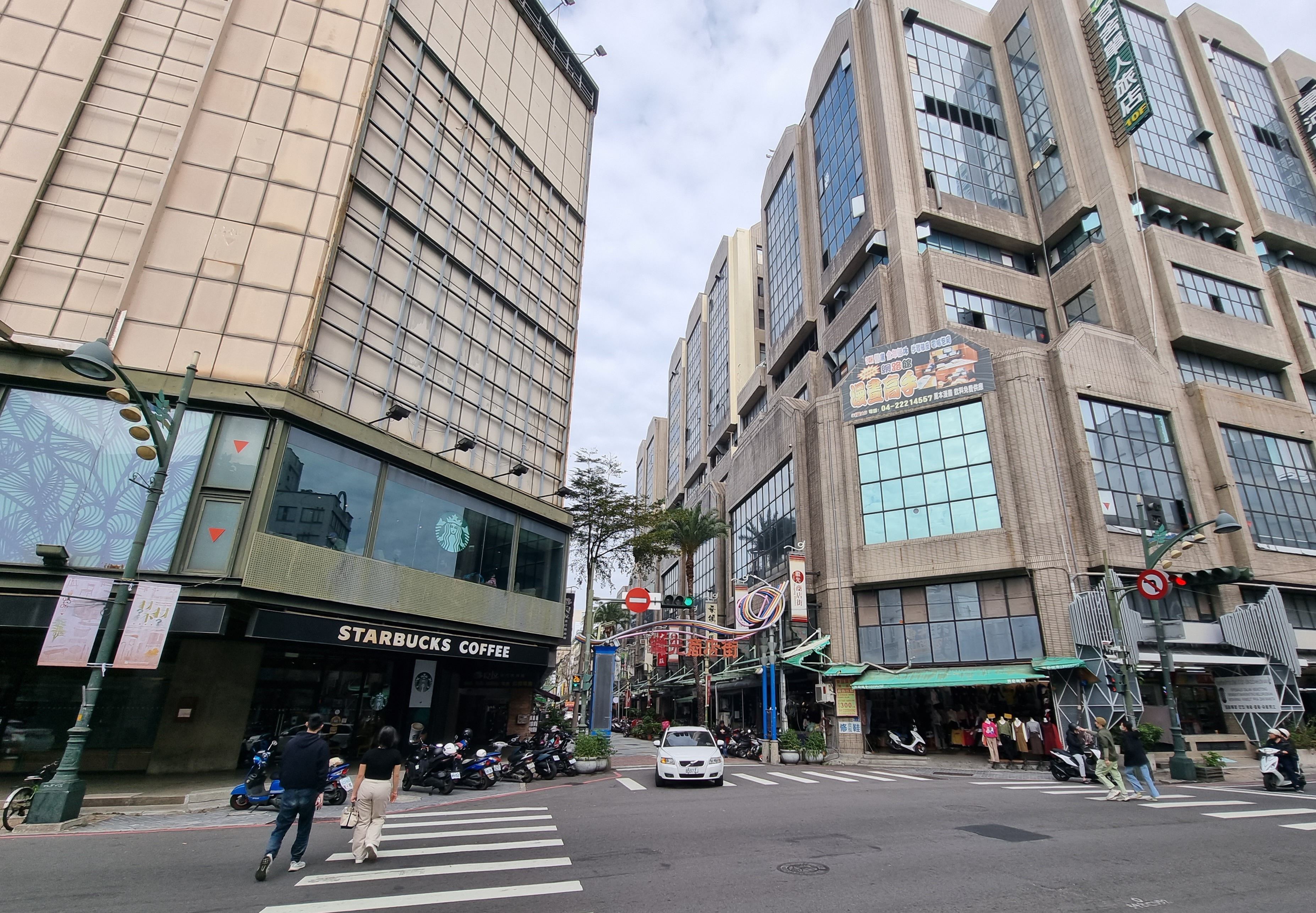
타이중시 중앙의 전형적인 챔퍼된 코너 건물 두 개.
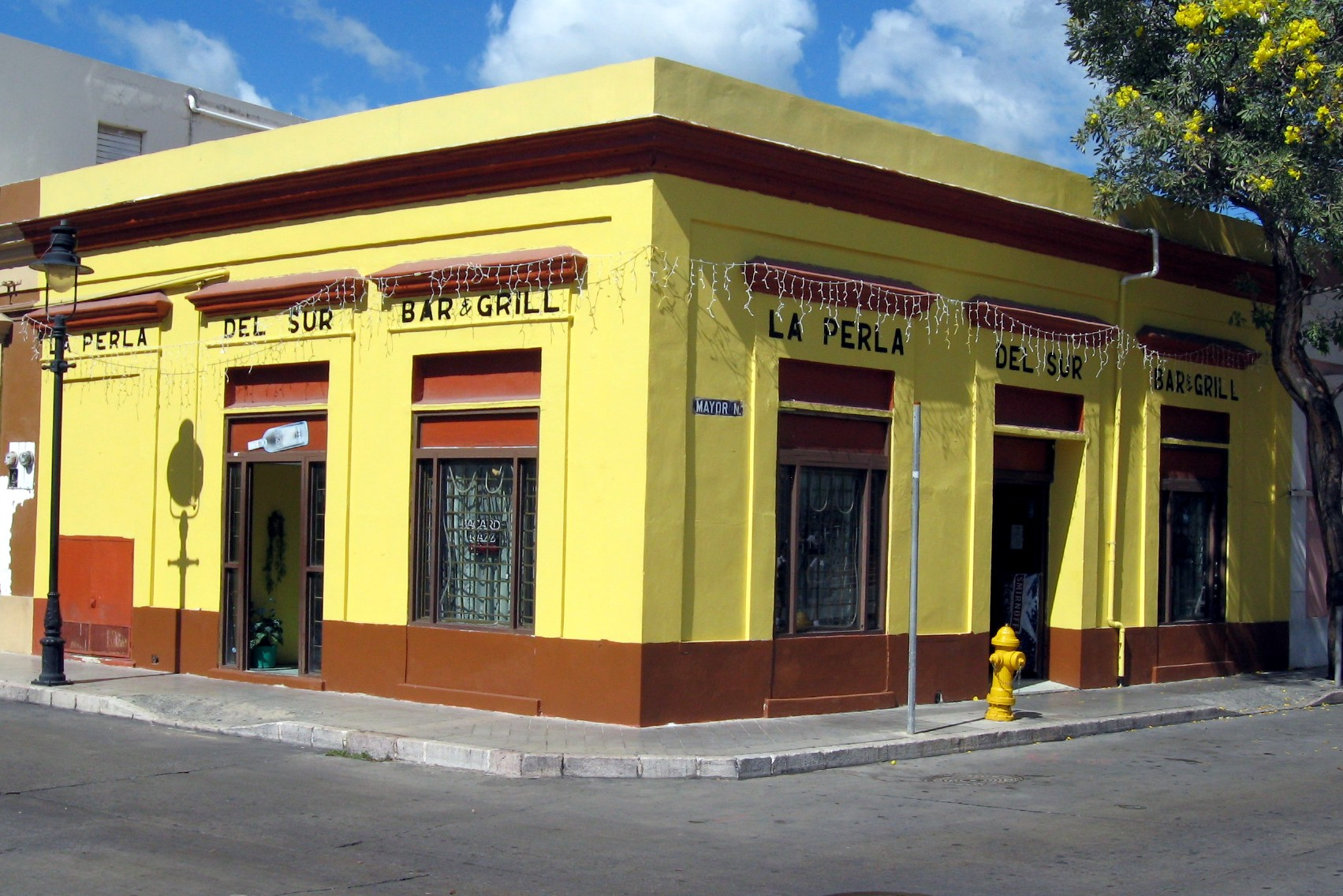
푸에르토리코 폰세 역사 지구에 있는 챔퍼된 보도 길거리 코너.

## 기계공학
챔퍼는 끼워맞춤 또는 손으로 삽입하는 부품의 조립을 용이하게 하는 데 자주 사용된다. 유체 동력 실과 같은 탄력 있는 재료는 일반적으로 45도보다 얕은 각도, 종종 20도를 요구한다. 조립 시 챔퍼는 절삭 공구에서 오는 내부 반지름을 제거하거나 인접 부품의 용접 비드와 같은 다른 특징을 제거하는 데도 사용된다. 이는 일반적으로 반지름보다 챔퍼의 치수를 제조하고 정확하게 확인하는 것이 훨씬 쉽고, 그렇지 않으면 반지름의 프로필 오류로 인해 평평한 표면이 서로 접촉하기 전에 반지름 사이에 간섭이 발생할 수 있기 때문이다. 챔퍼는 사람이 다룰 부품의 경우 부상을 방지하고 다른 부품의 손상도 방지하는 데 필수적이다. 이는 대부분의 금속과 같은 단단한 재료와 프레스 공구와 같은 무거운 조립품에 특히 중요하다. 또한 챔퍼된 모서리는 조립 또는 분해 또는 유지 보수 중에 다른 모서리나 모퉁이가 부딪혀 찌그러지는 것에 대해 사각 모서리보다 훨씬 강하다.

## 기계가공

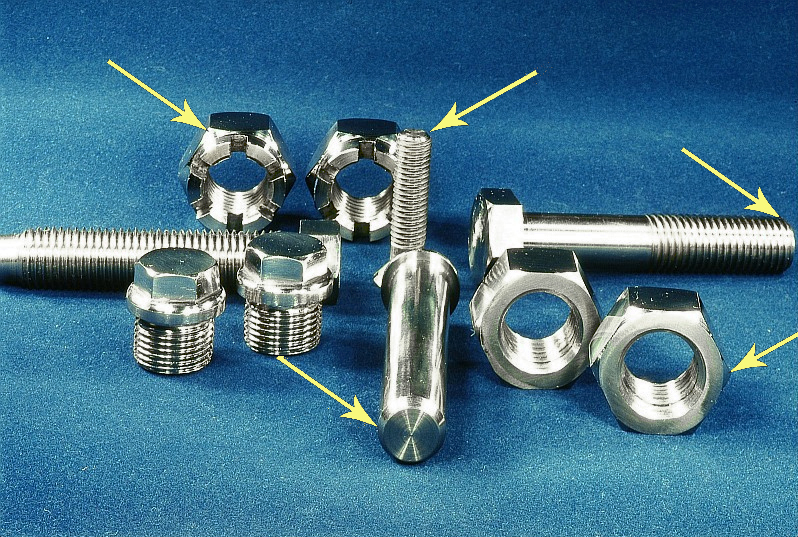
화살표는 존재하는 많은 챔퍼 중 일부를 가리킨다.

기계가공에서 챔퍼는 가공물의 모든 직각 모서리, 예를 들어 구멍, 봉, 볼트, 핀의 끝, 판의 긴 모서리 모서리, 두 표면이 날카로운 각도로 만나는 다른 모든 곳에 잘린 경사다. 챔퍼링은 조립을 용이하게 한다. 예를 들어 구멍에 볼트나 너트를 삽입하는 것이다. 챔퍼링은 또한 날카로운 모서리를 제거하여 금속 조각을 다루는 사람들의 상처와 부상 가능성을 크게 줄인다. 또한 철분이 가장 얇고 취약한 영역을 제거하여 녹 발생을 최소화한다.

## 광학 거울 설계
미학 외에도 챔퍼링은 수제 포물선 유리 망원경 거울 제작 과정의 일부이다. 디스크의 표면을 연마하기 전에 모서리 깨짐을 방지하기 위해 먼저 모서리를 챔퍼해야 한다. 이는 탄화 규소가 담긴 금속 그릇에 디스크를 놓고 흔드는 동작으로 디스크를 회전시켜 수행할 수 있다. 이렇게 하면 유리 모서리의 날카로운 부분이 마모된다.

## 같이 보기
- 〈챔퍼〉. 《브리태니커 백과사전》 5 11판. 1911. 824쪽.